# Leptophobia diaguita
Leptophobia diaguita är en fjärilsart som beskrevs av Jörgensen 1916. Leptophobia diaguita ingår i släktet Leptophobia och familjen vitfjärilar. Inga underarter finns listade i Catalogue of Life.